# Lisa Misipeka
Lisa Misipeka, född den 3 januari 1975, är en före detta friidrottare som tävlade för Amerikanska Samoa i släggkastning.
Vid VM 1999 i Sevilla blev hon den första medaljören någonsin för Amerikanska Samoa vid ett friidrottsmästerskap då hon blev bronsmedaljör efter ett kast på 66,06. Efter det har hon aldrig nått samma framgång hon deltog vid Olympiska sommarspelen 1996 i kulstötning och vid Olympiska sommarspelen 2000 i slägga utan att ta sig vidare till finalen.

## Personliga rekord
- Kulstötning - 16,67 meter
- Slägga - 69,24 meter